# Coniferopsida
De klasse van de Coniferopsida wordt gerekend tot de naaktzadigen.
De klasse is zeer divers. De bladen zijn of microfyllen of macrofyllen. De microsporangia staan meestal in duidelijke kegels (strobuli). De zaadknoppen (ovula) staan op assen (telomen of sporangioforen). De windbestuiving vindt plaats door de vorming van een pollinatiedruppel uit de micropile van de zaadknop. De vrouwelijke gametofyt heeft archegonia, waarvan de eicel bevrucht wordt of door zaadcellen (spermatozoïden), of door gameten zonder flagellen.
De klasse omvat enkele ordes:
- Ginkgoales
- † Cordaitales
- Coniferales
- Taxales

De Cordaitales hebben enkel fossiele vertegenwoordigers.
Soms wordt de klasse Coniferopsida als fylum opgevoerd onder de naam Coniferophyta.
| - Spermatophyta, zaadplanten - † Klasse Lyginopteridopsida - - † Klasse Medullosopsida - - † Klasse Callistophytopsida - - Klasse Cycadopsida - - † Klasse Peltaspermopsida - - - Stam Ginkgophyta - - Stam Gnetophyta - Orde Gnetales - Orde Ephedrales - Orde Welwitschiales - Stam Coniferophyta, Coniferae, Coniferales - † Klasse Cordaitopsida - † Orde Cordaitales - - † Klasse Voltziopsida - Klasse Pinopsida - Orde Pinales - - - † Klasse Caytoniopsida - Stam † Cycadeoidophyta - Stam Angiospermophyta, bedektzadigen |
| Verklaring kleuren: zaadvarens, naaktzadigen, naaktzadigen |